# 奧利韋 (密西根州)
奧利韋（英語：Olivet）是一個位於美國密西根州伊頓縣的城市。

## 人口
根據2020年美國人口普查的數據，奧利韋的面積為2.64平方千米，當中陸地面積為2.64平方千米，而水域面積為0.00平方千米。當地共有人口1517人，而人口密度為每平方千米575人。